# (17021) 1999 DS6
A (17021) 1999 DS6 a Naprendszer kisbolygóövében található aszteroida. A LINEAR projekt keretében fedezték fel 1999. február 20-án.